# Systeex Brandschutzsysteme

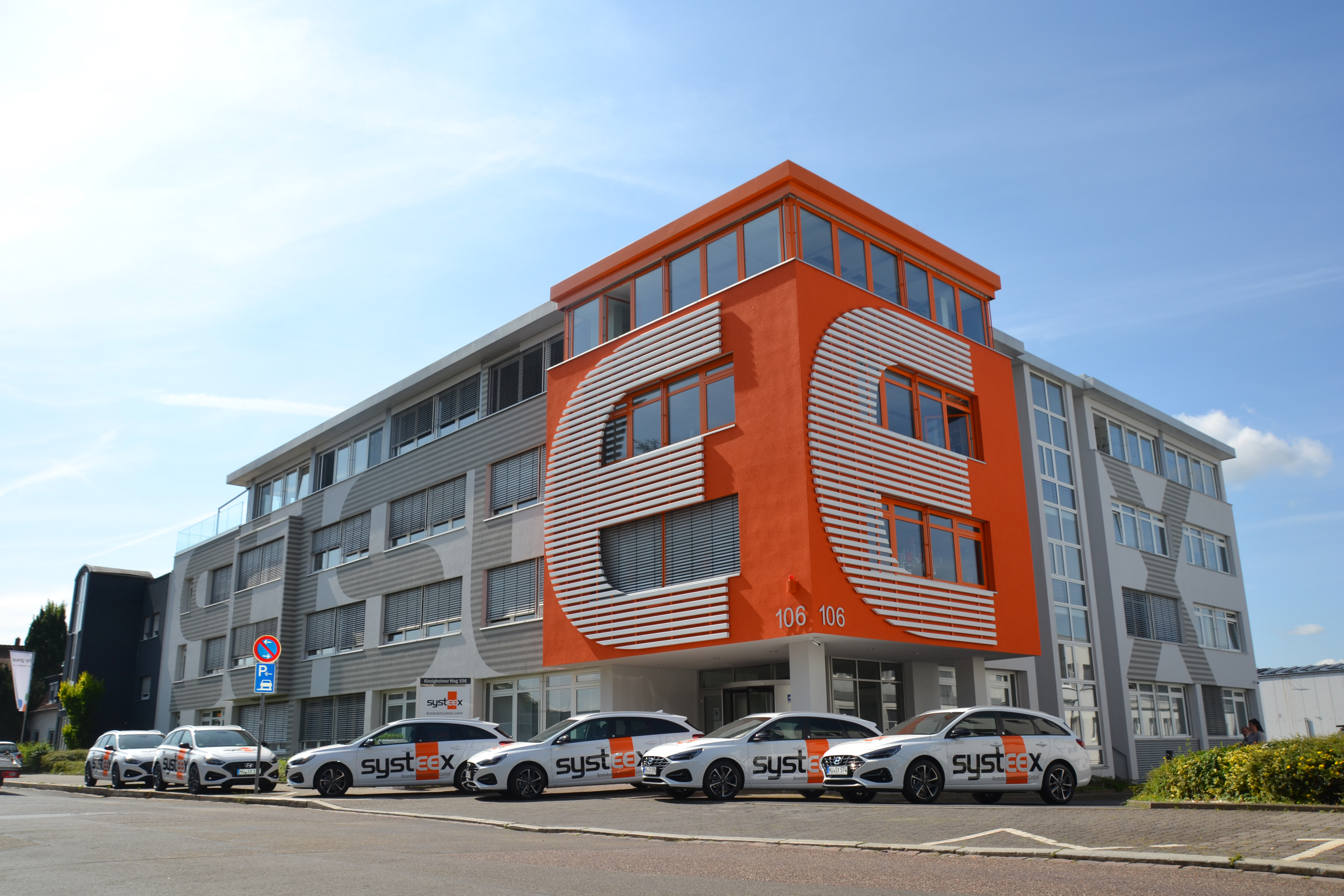
Hauptzentrale der Systeex Brandschutzsysteme GmbH in Hanau.

Die Systeex Brandschutzsysteme GmbH ist ein mittelständisches Unternehmen mit Hauptsitz in Hanau, das mit der Marke Systeex zu den Top 5 der deutschen Sprinklerbranche zählt, und 2015 im Zuge der Insolvenz des Vorgängerunternehmens gegründet worden ist.

## Geschäftsfelder
Die Systeex Brandschutzsysteme GmbH ist ein VdS-anerkanntes Errichterunternehmen, das deutschlandweit stationäre Brandschutzanlagen, wie u. a. Sprinkleranlagen, Brandmeldeanlagen und Speziallöschanlagen, projektiert, errichtet, installiert sowie wartet, und verfügt über Zulassungen nach europäischen und US-amerikanischen Standards wie FM Global und NFPA.
Systeex besitzt fünf Tochtergesellschaften aus der Brandschutz- und Elektrobranche. Deutschlandweit verfügen diese zusammen über 20 Standorte, darunter eine eigene Rohrvorfertigung in Elmenhorst, sowie Niederlassungen in Bratislava (Slowakei), in Echternach (Luxemburg) und Mellingen (Schweiz).
Systeex bietet  Service für die Instandhaltung, Wartung und Pflege von Brandschutzsystemen. Dazu gehören Sprinkler-, Sprühwasserlösch-, Schaumlösch-, Brandmelde- und Küchenlöschanlagen, Hochdruck-Wassernebel-Systeme, sowie Hydrantenanlagen. Auch Speziallöschanlagen mit den Inertgasen Argon und Stickstoff, dem chemischen Löschmittel Novec 1230 und Kohlenstoffdioxid sowie Pumpen- und Dieselaggregate und die dazugehörige Elektrotechnik zählen zu dem Portfolio. Darüber hinaus bietet Systeex Schulungen zum Sprinklerwart an, sowohl in der Hauptzentrale in Hanau als auch vor Ort bei Kunden. Das deutschlandweite Servicenetz bietet  Service rund um die Uhr.

## Geschichte

### Rudolph Otto Meyer
Das in der technischen Gebäudeausrüstung tätige Unternehmen Rudolph Otto Meyer (ROM Technik) begann 1975 in Hamburg und  Düsseldorf wieder mit dem Bau von Löschanlagen, nachdem ein im Jahre 1965 mit der Firma SFH – Selbständige Feuerlöschanlagen Gesellschaft Hamburg vereinbartes Wettbewerbsverbot ausgelaufen war.

### Imtech Deutschland GmbH & Co. KG
1997 firmierte R.O.M. nunmehr als Imtech Deutschland GmbH & Co. KG. In der neu gegründeten Imtech Brandschutz GmbH wurde das Brandschutzgeschäft von Imtech in Deutschland gebündelt. Neben dem Hauptsitz in Alzenau in Unterfranken bestanden Standorte in Düsseldorf, Hamburg, Hannover und eine Vorfertigung in Deensen. Später dann in Elmenhorst (Mecklenburg-Vorpommern).

### Ausgründung der Systeex
Aufgrund der engen gesellschaftsrechtlichen Konzernverflechtung musste im Rahmen der Imtech-Krise 2015 nur wenige Tage nach der Insolvenzanmeldung der Muttergesellschaft auch die rechtlich selbstständige Imtech Brandschutz GmbH am 25. August 2015 Insolvenz in Eigenverwaltung anmelden. Die Systeex Brandschutzsysteme GmbH, eine 100%ige Tochtergesellschaft der ARE Beteiligungen GmbH, übernahm am 15. Oktober 2015 den operativen Geschäftsbetrieb der insolventen Imtech Brandschutz GmbH.

### Weitere Entwicklung
Die Unternehmenszentrale und der Service-Standort Rhein-Main zogen im Jahr 2016 vom bayrischen Alzenau in unmittelbare Nähe des Hauptbahnhofes des benachbarten Hanau (Hessen) um. In den folgenden Jahren wurde bundesweit neue Servicestandorte eröffnet, darunter unter anderem in Stuttgart, Köln, Bremen, Erfurt und Saarbrücken.
Es folgte der Erhalt des VdS-Zertifikats für die Errichtung von Brandmeldeanlagen am Standort Eisenberg im Jahr 2020 und im Folgejahr für Speziallöschanlagen mit den Inertgasen Argon und Stickstoff, dem chemischen Löschmittel Novec 1230 und Kohlenstoffdioxid. Mit dem Erwerb der GAMA-TRONIK Brandschutzsysteme GmbH in Edenkoben geschah eine Erweiterung des Produktportfolios um den Bereich Küchenlöschanlagen im Jahre 2019. Der Kauf der Callies Brandschutzsysteme GmbH zum 1. August 2021 führte zur Erweiterung des Leistungsangebots um Hochdruck-Wassernebel-Systeme.
Anfang 2023 erfolgte die Übernahme des Kölner Elektrotechnikunternehmens Hoffrecht HKE und Umfirmierung in HKE Systeex GmbH. Noch im gleichen Jahr gab es einen Erwerb der ATH Brandschutzgesellschaft mbH mit ihren beiden Standorten im Saarland und in Luxemburg und Umfirmierung in Systeex ATH Brandschutzsysteme GmbH.
Im Jahr 2024 wurde die Systeex ATH Brandschutzsysteme GmbH vollständig in die Systeex Brandschutzsysteme GmbH eingegliedert und fungiert seitdem als neuer Standort. Ebenfalls im Jahr 2024 erfolgte die Übernahme des Schweizer Unternehmens FB Feuer- und Brandschutz GmbH, das seitdem unter dem Namen Systeex FB Feuer- und Brandschutz GmbH firmiert und seinen Sitz in Mellingen, Schweiz, hat.

## Systeex Academy
Da es den klassischen Ausbildungsberuf zum Sprinklermonteur nicht gibt, wurde zusammen mit dem Fraunhofer-Institut für Umwelt-, Sicherheits- und Energietechnik UMSICHT ein Programm zur Weiterbildung von Monteuren im Anlagenbau und Service entwickelt, infolgedessen 2018 die Systeex Academy gegründet wurde.
Mithilfe von Aus- und Weiterbildung werden die Mitarbeiter bei Systeex geschult und gleichzeitig Einstiegsmöglichkeiten für potenzielle neue geschaffen. Um den wachsenden Schulungsbedarf abdecken zu können, wurde 2021 damit begonnen, in der Firmenzentrale in Hanau die vorhandenen Testanlagen auszubauen. 2022 wurde eine neue, 400 m² große Ausbildungshalle fertiggestellt. Diese umfasst alle  Brandschutzanlagen, die von Systeex installiert und gewartet werden, und ist somit einzigartig in Deutschland. Hierzu gehören neben Sprinkler-, Sprühwasserlösch- und Schaumlöschanlagen auch Brandmelde-, Gaslösch- und Küchenlöschanlagen sowie Hochdruck-Wassernebelsysteme. Zusätzlich zu den Testanlagen stehen in der Systeex Academy Halle mehrere Löschlabore zur Verfügung, in denen eigene Sprühversuche durchgeführt werden können. Auch Sicherungsübungen am Hochregallager und Treppenturm sowie die Tiefenrettung durch Schachtdeckel können in der Halle simuliert und durchgeführt werden. Der Staplerführerschein oder der Führerschein für Hubarbeitsbühnen können hier ebenfalls absolviert werden.
Neben der Systeex Academy Halle wird eine „Mobile Academy“ seit 2020 als Ausbildungsmittel für Schulungen in Deutschland eingesetzt. Außerdem wird sie für die Unterweisung von Kunden genutzt, um Fehler zu simulieren und Prüfungen zu üben, sowie für den Einsatz auf Messen.

## Arbeitgeber Auszeichnungen und Zertifikate
- Great Place To Work Deutschland: 2024, 2023, 2022, 2021, 2020[23]
- Great Place To Work Hessen: 2024, 2023, 2022,  2021, 2019[23]
- Kununu: 2022, 2023[24]
- Auszeichnung „Made in Main-Kinzig“ 2022
- IHK-Bildungspreis (Bezirk Hanau-Gelnhausen-Schlüchtern)[25]: 2022[26]
- Top 100: 2021[27]